# Prosopocera viridimaculata
Prosopocera viridimaculata là một loài bọ cánh cứng trong họ Cerambycidae.